# 埃莱克·伊隆瑙
埃莱克·伊隆瑙（匈牙利語：Elek Ilona，1907年5月17日—1988年7月24日），匈牙利女子击剑运动员。她曾代表匈牙利参加1936年、1948年和1952年夏季奥林匹克运动会击剑比赛，共获得二枚金牌和一枚银牌。